# Rivière des Cèdres (rivière Ha! Ha!)
Pour les articles homonymes, voir Cèdre (homonymie) et Rivière des Cèdres.
La rivière des Cèdres est un affluent de la rivière Ha! Ha!, coulant dans la municipalité de Ferland-et-Boilleau, dans la municipalité régionale de comté (MRC) du Fjord-du-Saguenay, dans la région administrative du Saguenay-Lac-Saint-Jean, dans la province de Québec, au Canada.
La vallée de la rivière des Cèdres est desservie indirectement par la route 381 qui longe le cours de la rivière Ha! Ha! et du lac Ha! Ha! pour les besoins la foresterie, de l’agriculture et des activités récréotouristiques. Quelques routes forestières secondaires desservent cette vallée.
La foresterie constitue la principale activité économique du secteur ; les activités récréotouristiques, en second.
La surface de la rivière des Cèdres est habituellement gelée du début de décembre à la fin mars, toutefois la circulation sécuritaire sur la glace se fait généralement de la mi-décembre à la mi-mars.

## Géographie
Les principaux bassins versants voisins de la rivière des Cèdres sont :
- côté nord : lac Crève-Cheval, La Filée des Trois Petits Lacs, décharge du Lac à la Poche, lac Thomas, rivière Saguenay ;
- Côté est : lac de la Quenouille, lac des Pins, lac des Îlets, lac Brébeuf, ruisseau Papinachois ;
- côté sud : rivière Ha! Ha!, lac Ha! Ha!, lac Grand-Père, rivière Huard, lac Huard, lac Charny ;
- côté ouest : rivière Ha! Ha!, rivière à Mars, bras d'Hamel, bras Rocheux.

La rivière des Cèdres prend sa source à l'embouchure du lac des Cèdres (longueur : 6,4 km ; largeur : 2,0 km ; altitude : 232 m). L'embouchure de ce lac est située à :
- 17,9 km au sud-ouest de l'embouchure du lac Huard ;
- 1,5 km au sud de l’embouchure du Lac Crève-Cheval ;
- 20,2 km au sud du barrage à l’embouchure du lac Ha! Ha! qui est traversé par la rivière Ha! Ha! ;
- 1,2 km au nord-ouest d’un sommet de montagne qui atteint 329 m ;
- 3,3 km au nord-est de la confluence de la rivière des Cèdres et de la rivière Ha! Ha!.

À partir du barrage à l’embouchure du lac des Cèdres, le cours de la rivière des Cèdres descend sur 4,1 km selon les segments suivants :
- 0,5 km vers le sud-ouest, jusqu’à une baie à l’ouest du lac à Doré ;
- 1,0 km en traversant le lac à Doré (longueur : 2,0 km ; altitude : 227 m) vers le sud-ouest et en courbant vers le sud-est pour contourner une montagne de la rive sud du lac, jusqu'à son embouchure. Note : le lac Doré reçoit du côté nord la décharge d’un petit lac de marais et du côté sud-est la décharge d’un autre lac ;
- 2,6 km vers le sud-ouest dans une vallée encaissée, jusqu'à son embouchure.

La rivière des Cèdres se déverse dans une courbe de rivière sur la rive est de la rivière Ha! Ha!. Cette embouchure est située à :
- 1,1 km en amont d’une digue aménagée sur la rivière Ha! Ha! ;
- 6,5 km au sud du centre du village de Ferland ;
- 5,1 km au sud-ouest d’une baie du lac des Cèdres ;
- 9,2 km au sud-est de la confluence de la rivière Ha! Ha! et de la baie des Ha! Ha! ;
- 19,1 km au nord-est de la digue sur la rivière Ha! Ha! située à l’embouchure du lac Ha! Ha! ;
- 27,6 km au sud-est du centre-ville de Saguenay.

À partir de la confluence de la rivière des Cèdres, le courant suit le cours de la rivière Ha! Ha! sur 13,3 km généralement vers le nord-est, traverse la baie des Ha! Ha! sur 11,0 km vers le nord-est, puis suit le cours de la rivière Saguenay sur 99,5 km vers l’est jusqu’à Tadoussac où il conflue avec l’estuaire du Saint-Laurent.

## Toponymie
Le toponyme « rivière des Cèdres » a été officialisé le 5 décembre 1968 par la Commission de toponymie du Québec.